# Jeferson Tenório
Jeferson Tenório (Rio de Janeiro, 1977) é um escritor, professor e pesquisador brasileiro radicado em Porto Alegre. Iniciou a carreira de escritor com o romance O beijo na parede, publicado em 2013 e eleito Livro do Ano pela Associação Gaúcha de Escritores. 
Seus textos teatrais e contos foram traduzidos para o inglês e o castelhano. Suas obras abordam em geral temas como pobreza, discriminação racial e desigualdade de classes no Brasil. Em 2021, o autor ganhou o Prêmio Jabuti por seu romance O avesso da pele.

## Carreira literária
No início da década de 1990 radicou-se em Porto Alegre, onde desenvolve sua carreira. Graduado em Letras e mestre em Literaturas Luso-africanas pela Universidade Federal do Rio Grande do Sul, doutor em Teoria Literária pela Pontifícia Universidade Católica do Rio Grande do Sul, trabalha com os temas do colonialismo, pós-colonialismo, identidade e diáspora africana na pós-modernidade. Leciona Língua e Literatura na rede pública de ensino.
Um dos motivos pelo qual começou a escrever foi porque teve muitas experiências com abordagens policiais violentas. Pensou que escrever poderia ser uma maneira de enfrentar o racismo presente no Sul e no Brasil em geral. Na maioria de suas obras, o autor escreve do ponto de vista de personagens do público infanto-juvenil. Tenório acredita que, ao usar personagens mais jovens, poderá atingir um público maior. Isso porque o poder da mente infantil, por ser mais inocente e sincero, pode causar mais empatia em seus leitores.
Em 2018, lançou o romance Estela sem Deus pela editora Zouk, livro que ganhou nova edição em 2022 pela Companhia das Letras. Diversos países possuem hoje os direitos autorais para suas obras, como Itália, Portugal, França, Inglaterra, Suécia, Estados Unidos, Bélgica e China.
Também escreveu o romance O avesso da pele (2020), que ganhou o Prêmio Jabuti na categoria Romance Literário no ano seguinte, no qual acompanha a história de um jovem que tem que lidar com a morte do pai, um professor negro.
Tenório escreve colunas semanais para o jornal Zero Hora e o portal UOL. Além disso, atualmente, Tenório está envolvido com o projeto Cartografias narrativas em língua portuguesa. Essa pesquisa ocorre em associação com o Programa de Pós-Graduação em Letras (PPGL) dentro da PUC-RS e teve início em 2017, possuindo como objetivo a promoção de autores, textos e teoria literária dentro do mundo lusófono. Já foram trabalhadas em artigos mais de 100 obras dentro desse projeto.
Recebeu Menção honrosa no 19º Concurso de Contos Paulo Leminski, da Universidade Estadual do Oeste do Paraná; venceu o 15º Concurso Poemas no Ônibus e o 3º Concurso Poemas no Trem, da Prefeitura de Porto Alegre. Em 2020 foi o primeiro negro eleito como patrono da Feira do Livro de Porto Alegre. Em 2022 recebeu da Câmara de Porto Alegre o título de Cidadão Porto-Alegrense. A autora da proposta, vereadora Bruna Rodrigues, disse que "queremos fazer de Jeferson um patrimônio vivo da cidade, para que cada vez mais os negros possam ocupar os espaços na sociedade".

## Ativismo social
O autor continua engajado em discussões raciais dentro do Brasil. Em uma de suas publicações semanais ao Portal UOL, comentou sobre o assassinato de João Alberto Freitas, morto por agressão física em Porto Alegre em novembro de 2020. Tenório diz: “Às vezes penso que nós, negros, temos, no fim das contas, uma única jornada a cumprir: a de deixarmos de ser negros… Nenhum negro se torna impune à cor”. O autor também comentou, em sua coluna, sobre as dificuldades de educar seu filho com relação ao racismo no Brasil. Tenório narra que, enquanto almoçavam, o filho lhe perguntou sobre o caso de João Freitas e ele “não sabia o que dizer… não sabia como dizer.” O autor disse ao filho apenas que “o mundo, às vezes, não gosta de pessoas negras”.

## Obras

##### 2013 -O Beijo na Parede
- O Beijo na Parede conta a história de João, um menino de apenas 11 anos que precisa tentar sobreviver em Porto Alegre depois de se mudar do Rio de Janeiro, após a morte inesperada de seus pais. Enquanto João narra sua própria história, percebe-se que ele é muito otimista e entre seus amigos toma o lugar de uma espécie de herói. João tenta encontrar seu lugar ao mesmo tempo em que ele está aprendendo lidar com emoções difíceis, como confusão e raiva. Vindo de uma família interracial, o romance também aborda questões raciais por meio da ótica de um jovem rapaz.[12]

##### 2018 -Estela sem Deus
- Estela, a personagem principal, enfrenta dificuldades ao crescer em uma família negra, deixada pelo pai e que precisa mudar de cidade em cidade. Como um romance de desenvolvimento, o livro conta as primeiras experiências dela com a menarca, sua sexualidade e a violência com que uma menina negra usualmente se confronta.[13]

##### 2020 -O avesso da pele
- O Avesso da Pele é um livro que trata de um trauma familiar e se enfoca na experiência de uma família negra em Porto Alegre, Rio Grande do Sul. Narrado por Pedro por meio de flashbacks e da técnica de vaivém, a obra conta a história de Henrique (pai de Pedro) e Martha (mãe de Pedro). O romance nos leva através da infância, adolescência e vida adulta de Henrique até o momento de sua morte. Pedro preenche lacunas com base em sua perspectiva e nas histórias que ouvira de seu pai, reconstruindo a vida de Henrique e criando assim conexões entre sua morte e a discriminação enfrentada por afro-descendentes principalmente no Sul do país. No livro, são tratados diversos temas como racismo, pobreza, gravidez não planejada, consciência da negritude, candomblé, etc.[14]

##### 2024 -De Onde Eles Vêm
- De Onde Eles Vêm tem como pano de fundo o ingresso dos primeiros cotistas na universidade brasileira. Na história, que se passa em Porto Alegre, por volta dos anos 2000, acompanhamos o despertar racial do narrador, Joaquim, em meio a um ambiente hostil. Órfão, tendo que cuidar da avó doente, desempregado e sem dinheiro, Joaquim busca a todo custo manter seu amor pelos livros e pela literatura. Romance de formação de um leitor, este é o retrato de uma jornada feita de obstáculos num momento em que políticas para amenizar desigualdades eram vistas como problema, não como possibilidade de solução.[15]

## Premiações
- Vencedor do 15.⁰ concurso do prêmio “Poemas no ônibus” em 2007[16]
- Vencedor do 3.⁰ concurso do prêmio “Poemas no trem” em 2007[16]
- Menção honrosa no 19.⁰ Concurso de Contos Paulo Leminski da Universidade Estadual do Oeste do Paraná[17]
- Livro do Ano na 12.ᵃ edição do Prêmio AGES por O Beijo na Parede em 2014[3]
- Livro do Ano 17.ᵃ edição do Prêmio AGES por Estela Sem Deus em 2019[18]
- Finalista do Prêmio Minuano por Estela Sem Deus em 2019[19]
- Patrono da 66.ª da Feira do Livro de Porto Alegre em 2020[20]
- 63.⁰ ganhador do Prêmio Jabuti  por O Avesso da Pele em 2021[21]
- Finalista do Prêmio Oceanos por O Avesso da Pele em 2021[22]